# Route 407 (Terre-Neuve-et-Labrador)
Pour les articles homonymes, voir Route 407.
La route 407 est une route tertiaire de la province de Terre-Neuve-et-Labrador d'orientation nord-sud globalement (tracé ayant la forme d'un «C» très carré) située dans le sud-ouest de l'île de Terre-Neuve, dans la vallée Codroy. Elle est une route faiblement empruntée, reliant la Route Transcanadienne à St. Andrews, où elle tourne vers le nord-nord-ouest pour suivre le golfe du Saint-Laurent pendant 7 kilomètres, jusqu'à Searston, où elle tourne vers l'est-nord-est pendant 6 kilomètres pour se terminer sur la route 406 à Upper Ferry. Route alternative de la 406, elle est nommée St. Andrews-Searston Road, mesure 18 kilomètres, et est une route asphaltée sur l'entièreté de son tracé.

## Communautés traversées
- Tompkins
- St. Andrews
- Searston
- Upper Ferry